# Chiesa di Santa Caterina d'Alessandria (Castellammare di Stabia)
La chiesa di Santa Caterina d'Alessandria è una chiesa monumentale situata nel centro storico di Castellammare di Stabia ed appartenente alla parrocchia della chiesa di Santa Maria della Pace.

## Storia
In origine la chiesa era situata nella frazione di Scanzano, ma nel 1447 venne spostata nella collocazione attuale, erigendo il tempio su una cripta risalente al 1395: una prima chiesa dovrebbe comunque risalire al 1585 ed apparteneva all'ospedale ed era di patronato comunale. Il tempio era utilizzato, oltre per le normali funzioni sacre, anche per svolgere consigli comunali e come sede di un banco per pegni, sostituito nel XVII secolo dalla Venerabile Arciconfraternita di Santa Maria della Pietà e Santa Caterina d'Alessandria, come testimoniato da un apprezzo del 1636:
(Orazio Conca)
Nel 1725 la chiesa fu completamente riedificata, mentre la cripta fu modificata nel 1754 e 1970. Fino al 1931, prima di ogni varo di una nave dal vicino cantiere, si svolgeva una funzione religiosa nella quale si chiedeva la protezione divina di San Giuseppe. Per diversi anni, tra la fine degli anni ottanta e l'inizio degli anni novanta, ha ospitato il quadro di Sant'Antonio di Donna Fiorella, poi spostato nella chiesa dello Spirito Santo.

## Struttura
La chiesa presenta una facciata esterna divisa in due da una trabeazione: nella parte inferiore è posto il portale d'ingresso, protetto da un cancello in ferro, sulla cui sommità è posta una decorazione in stucco con simboli che conducono al culto dei morti ed ai lati due coppie di lesene capitellate, mentre la parte superiore presenta un ampio finestrone a semicerchio; la facciata termina a timpano.
L'interno è a navata unica, decorata con finti marmi, ori e stucchi, realizzati da Francesco Filosa nel 1965, e presenta tre altari protetti da una balaustra: entrambi gli elementi sono realizzati in marmo policromo e risalgo alla fine del XVIII secolo. L'altare privilegiato è dedicato a Santa Caterina d'Alessandria, mentre gli altri due a San Giuda, con statua del santo risalente al XIX secolo e alla Vergine Addolorata, consacrati dopo un restauro nel 1941. L'altare di Santa Caterina, consacrato nel 1809 e nuovamente nel 1881, oltre alla statua della santa del XIX secolo, è adornato da tre tele: San Paolo, San Pietro e la Pietà, risalenti al 1788. All'interno della chiesa sono comunque presenti altre tele, spesso dono dei confratelli, come la Resurrezione di Cristo del 1764 e il Martirio di Santa Caterina, del XVIII secolo. Nella sala della Resurrezione, adiacente alla struttura, è posto un altare del 1739, sormontato da una copia della Pietà presente sull'altare maggiore, mentre lateralmente una tela sulle scene della Passione di Cristo, del XIX secolo. Nella chiesa è anche una statua di San Giuseppe, realizzata nel XIX secolo e diverse reliquie; sul fondo la cantoria.
La cripta è in stile romanico e tramite colonne si divide in tre ambienti, con volta della parte centrale decorata con stucchi: al suo interno loculi e nicchie utilizzate per la sepoltura dei defunti ed una piccola statua di San Michele, riproduzione di quella custodita un tempo al santuario del Faito, poi nella concattedrale stabiese.